# Sonnenhaus (Coburg)

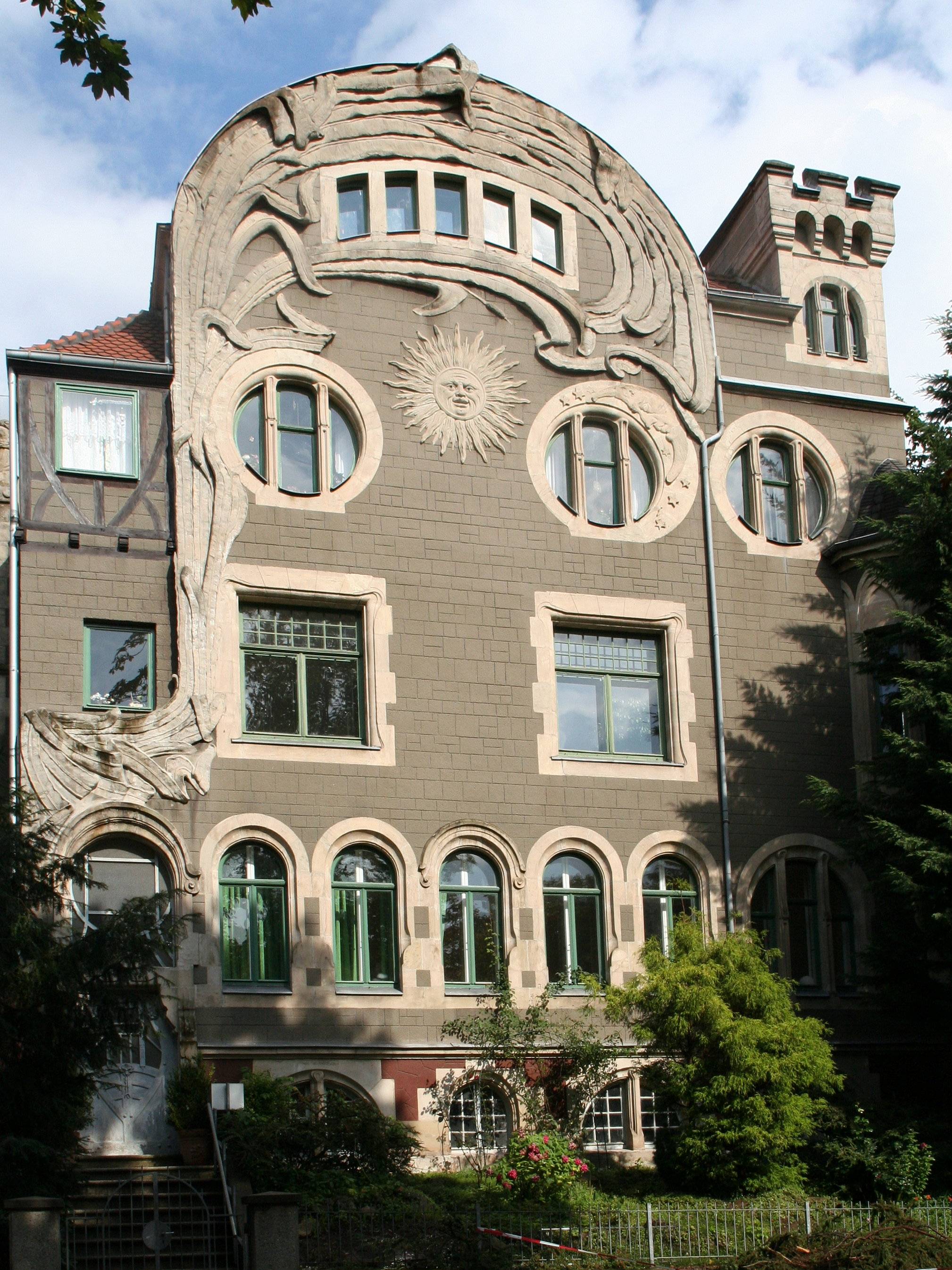
Hauptfassade

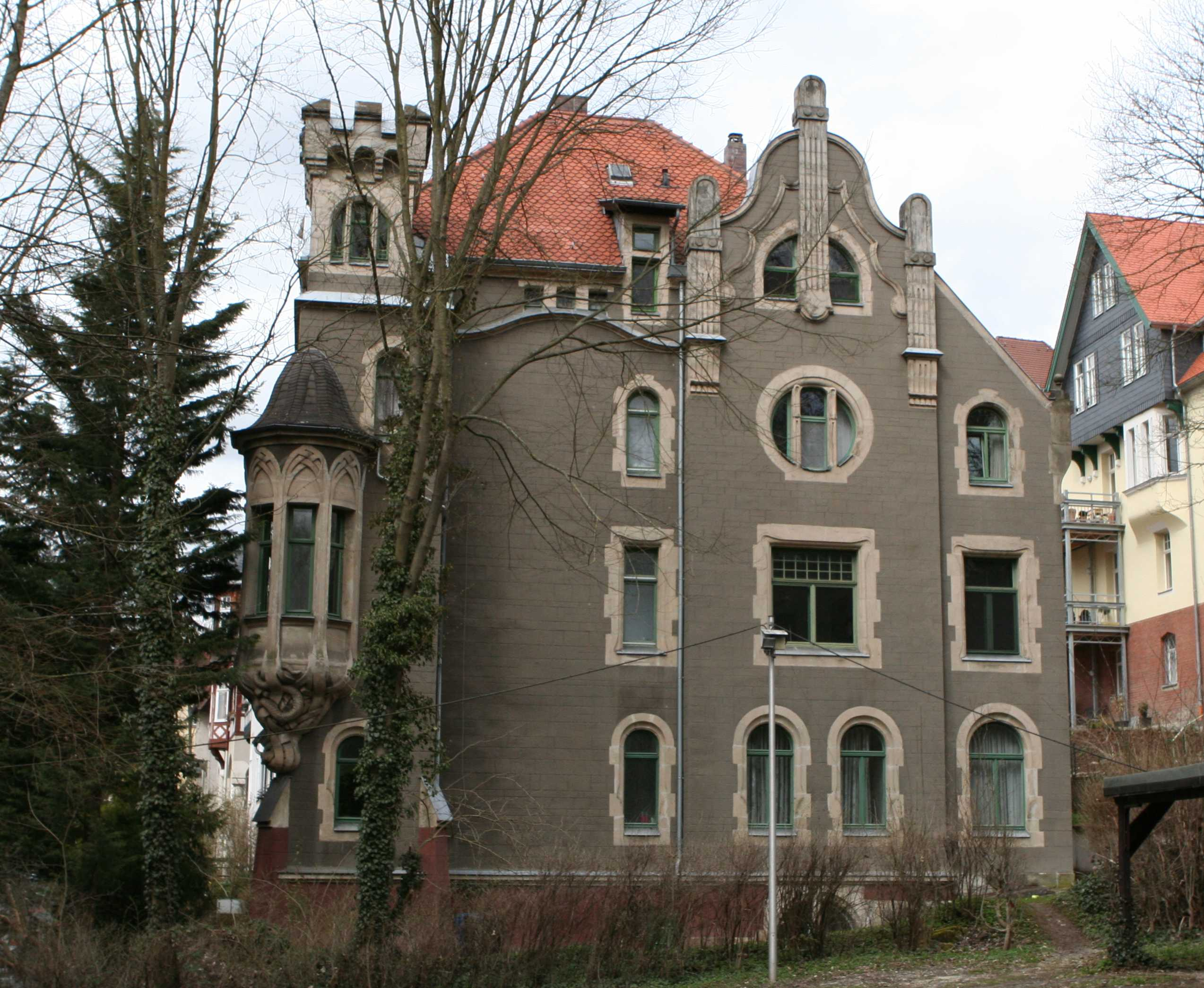
Südseite

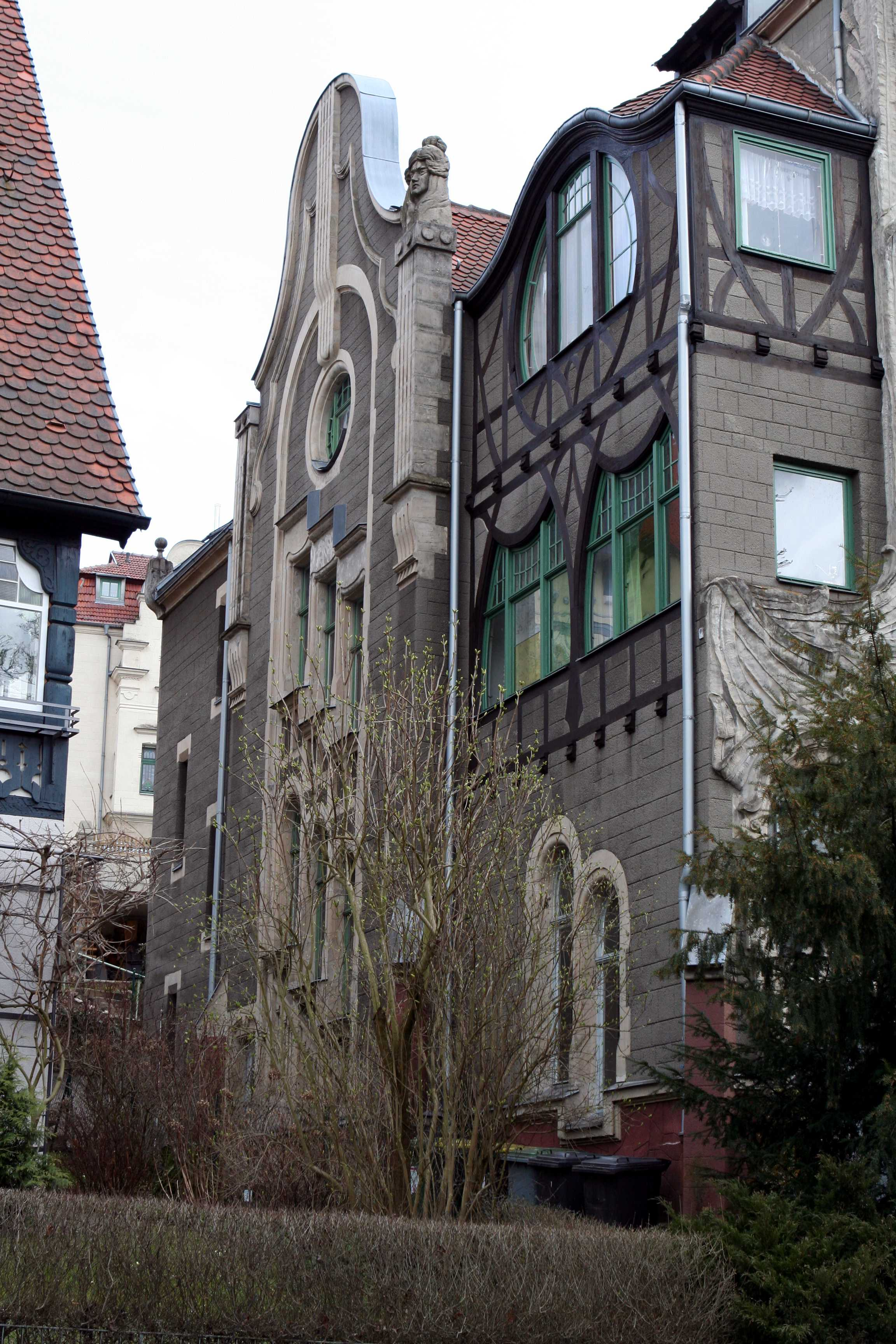
Nordseite

Das Sonnenhaus oder auch die Sonnenburg ist ein Jugendstilgebäude, das in der oberfränkischen Stadt Coburg in der Alexandrinenstraße 4 steht. Das Sonnenhaus wurde 1902/03 errichtet und ist das einzige Bauwerk Coburgs, das in der floralen beziehungsweise vegetabilen Jugendstilrichtung gestaltet wurde. Aufgrund des Sonnenemblems auf der Fassade wird das stattliche Bürgerhaus im Volksmund Sonnenhaus beziehungsweise in Zusammenhang mit dem zinnenbekränzten Turm auch als Sonnenburg bezeichnet.

## Geschichte
Wie bei den meisten seiner etwa 30 Häuser plante und baute der Baumeister Carl Otto Leheis, der in Coburg ein Architekturbüro mit angeschlossenem Baugeschäft und Steinbruch sowie ein Säge- und Hobelwerk besaß, das Mietshaus auf eigene Rechnung. Es gehört zu einem Ensemble von acht Villen am Fuße des Glockenberges in der Alexandrinen- und Marienstraße, das Leheis von 1902 bis 1904 errichtete. Der Bauantrag mit den Plänen wurde am 17. Januar 1902 bei der Stadt eingereicht und am 27. Februar genehmigt. Nach dem Kauf des Bauplatzes vom Geheimen Finanzrat und Bankdirektor Emil Riemann am 25. September 1902 begannen die Bauarbeiten, 1903 war das Gebäude fertiggestellt. Als 1907 Leheis zahlungsunfähig wurde, kam es am 20. Juni 1907 zur Zwangsversteigerung des mit 58.500 Mark taxierten Gebäudes. Den Zuschlag erhielt der Kaufmann Richard Burmeister. In den nächsten Jahrzehnten wechselten mehrmals die Eigentümer. 1977/78 kam es zu einer ersten umfangreichen Instandsetzung, 1985 folgte ein Umbau und die Sanierung des Dachgeschosses und 1995/96 eine weitere Instandsetzung.

## Architektur
Die Fassade des dreigeschossigen Mietshauses in Hanglage ist im Jugendstil mit asymmetrischen, großflächigen aufgeputzten vegetabilen Ornamenten dekoriert und lehnte sich in der Gestaltung an den belgischen Jugendstil und Münchner Häuser wie das Atelier Elvira des Architekten August Endell und das Verlagshaus der Allgemeinen Zeitung von Martin Dülfer an. Sie besteht größtenteils aus verputztem Ziegelmauerwerk, wobei der Putz mit einer geritzten Quaderung gestaltet ist. Die Ornamente bestehen aus Stuckmörtel, der mit von Rabitzgewebe ummantelten Rundstählen mit 10 Millimeter Durchmesser im Mauerwerk verankert ist.
Die Hauptfassade an der Alexandrinenstraße hat im Sockel im Keller- und Erdgeschoss zwei Fensterarkadenreihen, während in den Obergeschossen nur noch außen angeordnete Rechteck- und dreigeteilte Rundfenster vorhanden sind. Bestimmend ist links der korbbogige Giebel mit Stuckornamenten, bestehend aus einem emporwachsenden Blattkelch, einer Sonnenscheibe und der Halbsichel des zunehmenden Mondes im Rund eines Fenstergewändes. Rechts steht über einem polygonalen Eckerker mit Spitzbögen, dessen Konsole eine Schlange in einem Flechtwerk von Bändern zeigt, ein gotisches Zinnentürmchen, links ist die Eingangstür mit einem Okulus darüber und flankierenden Spangen angeordnet.
Die linke Nordseite besitzt ein tief heruntergezogenes Dach und weist mittig einen Treppenhausrisalit mit schmalen gestuften Fenstern auf, der oben seitlich von Pilastern eingerahmt und von einem Schweifgiebel abgeschlossen ist. Auf dem Sockel des rechten Pilasters steht ein Frauenkopf. Rechts davon befindet sich über dem Eingang eine jugendstilhafte Fachwerkkonstruktion mit zwei Vorhangfenstern und einem Rundfenster darüber.
Auch die Innenraumgestaltung wurde entsprechend dem Gedanken eines Gesamtkunstwerkes im Jugendstil gestaltet. Dem Formkonzept entsprechen die Türen und das Treppenhausgeländer, aber auch ein Kachelofen.